# Passeport ghanéen
Le passeport ghanéen est un document de voyage international délivré aux ressortissants ghanéens, qui certifie également l'identité et la nationalité du citoyen qui en est porteur.